# Sulfid
Sulfid er en svovlforbindelse, hvor svovl er i et negativt oxidationstrin; for eksempel kviksølvsulfid (HgS) og svovlbrinte (H2S).
| Kemi | Spire Denne artikel om kemi er en spire som bør udbygges. Du er velkommen til at hjælpe Wikipedia ved at udvide den. |